# Pierre de Boissieu
Pierre de Boissieu (fransk udtale: [pjɛʁ də bwasjø]; født 1945) er en fransk diplomat og tidligere franske ambassadør ved Den Europæiske Union (EU). Han var Generalsekretær for EU's ministerråd fra den 1. december 2009 til den 26. juni 2011. Forud for posten var han vicegeneralsekretær oktober 1999 til den 30. november 2009.